# Melbourne Rebels
Melbourne Rebels, en español Rebeldes de Melbourne, conocido como Rebels, fue un equipo profesional de rugby; hasta la temporada 2024 fue una de las cinco franquicias de Australia que participó en el Super Rugby de la SANZAAR, fecha en que la franquicia cesó sus operaciones a causa de problemas económicos. 
Su nombre en castellano significa "Rebeldes".
El equipo tiene sede en la ciudad Melbourne, capital del estado de Victoria. Juegan en el Estadio Rectangular de Melbourne.

## Historia
Los Rebels ingresaron al Super Rugby en la segunda expansión y participaron del torneo a partir de la temporada 2011. 
En la edición 2020 del Súper Rugby Australia logró clasificar a las semifinales siendo derrotado por Queensland Reds.
Su mejor participación fue en el Súper Rugby Pacific 2024 donde logró alcanzar la postemporada.
A finales de la temporada 2024 se informó que está iba a ser la última de la franquicia en la competencia ya que Rugby Australia no logró encontrar financiamiento para su continuidad, indicando que desde la creación de la franquicia en 2011 no habría logrado sostenibilidad económica.